# Nitrica (přírodní památka)
Nitrica je přírodní památka v katastrálním území obcí Hradište a Skačany v okrese Partizánske v Trenčínském kraji na Slovensku. Území bylo vyhlášeno v roce 1986 a jeho rozloha je 2,96 hektaru. Předmětem ochrany jsou pozůstatky původního toku Nitry se zachovalými břehovými porosty a lužním lesem v severním výběžku Podunajské nížiny.